# Виннинген (Пирмазенс-Ланд)
Виннинген (нем. Vinningen) — община в Германии, в земле Рейнланд-Пфальц. Входит в состав района Юго-западный Пфальц. Подчиняется управлению Пирмазенс-Ланд.  
Население составляет 1682 человека (на 31 декабря 2010 года). Занимает площадь 12,65 км². 